# Frank Emerson
Frank Collins Emerson, född 26 maj 1882 i Saginaw, Michigan, död 18 februari 1931 i Cheyenne, Wyoming, var en amerikansk republikansk politiker. Han var guvernör i Wyoming från 1927 fram till sin död.
Emerson avlade 1904 sin kandidatexamen vid University of Michigan och flyttade sedan till Wyoming. I guvernörsvalet 1926 besegrade han USA:s första kvinnliga guvernör Nellie Tayloe Ross. Emerson avled 1931 i ämbetet och gravsattes på Lakeview Cemetery i Cheyenne.